# Jamska Czuba
Die Jamska Czuba ist ein Berg in der polnischen Westtatra mit 1108 Metern Höhe.

## Lage und Umgebung
Die Jamska Czuba liegt in der polnischen Tatra zwischen den Tälern Dolina Dudowa und Dolina Huciańska.

## Tourismus
Auf den Gipfel führt ein markierter Wanderweg.

### Routen zum Gipfel
Ein Wanderweg führt auf den Gipfel.
- ▬ Der schwarz markierte Wanderweg Ścieżka nad Reglami führt vom Zakopaner Stadtteil Kuźnice über den Gipfel bis ins Tal Dolina Chochołowska.

Als Ausgangspunkt für eine Besteigung der Wanderwege eignen sich die Ornak-Hütte und die Chochołowska-Hütte.

## Belege
- Zofia Radwańska-Paryska, Witold Henryk Paryski, Wielka encyklopedia tatrzańska, Poronin, Wyd. Górskie, 2004, ISBN 83-7104-009-1.
- Tatry Wysokie słowackie i polskie. Mapa turystyczna 1:25.000, Warszawa, 2005/06, Polkart, ISBN 83-87873-26-8.